# 维克托·莱昂德罗·巴吉
维克托·莱昂德罗·巴吉（Victor Leandro Bagy，1983年1月21日—），简称维克托（Victor），是一名巴西足球运动员，现效力于巴西足球甲级联赛球队米内罗竞技。

## 俱乐部生涯
2003年，维克托在巴西球队保利斯塔开始职业足球生涯，并在2005年夺得巴西杯冠军。2008年，他转会加盟格雷米奥。2012年加盟米内罗竞技，并帮助球队获得2013年南美解放者杯冠军。

## 国家队生涯
2009年5月21日，他开始获得巴西国家足球队的征召，参加2009年洲際國家盃和2010年世界杯外围赛。